# Фейчер Іван Микитович
Фе́йчер Іва́н Мики́тович (3 лютого 1918 — 9 січня 1993) — працівник сільського господарства Української РСР, Герой Соціалістичної Праці (1966).

## Біографія
Народився 3 лютого 1918 року в селі Калинівка Ново-Бузької волості Херсонського повіту Херсонської губернії (нині в межах міста Новий Буг Миколаївської області). Українець. У 1930 році закінчив 4 класи початкової школи, потім — курси механізаторів.
У листопаді 1939 року призваний до РСЧА. Після проходження військової служби демобілізований. Протягом 1941–1944 років перебував на тимчасово окупованій території. Вдруге призваний до РСЧА у 1944 році. Учасник німецько-радянської війни з 1944 року як зв'язківець взводу зв'язку стрілецького батальйону 3-го гвардійського стрілецького полку 4-ї гвардійської стрілецької дивізії 31-го гввардійського стрілецького корпусу 4-ї гвардійської армії 3-го Українського фронту, гвардії рядовий.
По закінченні війни та демобілізації повернувся до рідного села, працював у колгоспі імені Леніна. Щосезону комбайном збирав зернові на площах по 400–500 га. У 1966 році добився рекордного виробітку, за що отримав звання Героя Соціалістичної Праці.
Помер 9 січня 1993 року.

## Нагороди
Указом Президії Верховної Ради СРСР у 1966 році за видатні успіхи, досягнуті в розвитку сільськогосподарського виробництва і виконанні п'ятирічного плану продажу державі продуктів землеробства і тваринництва, присвоєне звання Героя Соціалістичної Праці.
Нагороджений орденами Леніна, Вітчизняної війни 2-го ступеня (06.04.1985), медалями.